# Táliga (kommunhuvudort)
Táliga är en kommunhuvudort i Spanien.   Den ligger i provinsen Provincia de Badajoz och regionen Extremadura, i den sydvästra delen av landet, 400 km sydväst om huvudstaden Madrid. Táliga ligger 305 meter över havet och antalet invånare är 705.
Terrängen runt Táliga är huvudsakligen platt, men åt nordväst är den kuperad. Runt Táliga är det glesbefolkat, med 18 invånare per kvadratkilometer. Närmaste större samhälle är Higuera de Vargas, 9,8 km söder om Táliga. 